# Сафоновская волость
Сафоновкая во́лость — административно-территориальная единица Усманского уезда Тамбовской губернии с центром в селе Сафоново.

## География
Волость расположена в восточной части Усманского уезда. На севере граничила с Тамбовским уездом, на юго-западе — Талицкой волостью Усманского уезда, на востоке — Мордовской волостью Усманского уезда, на западе — с Новочеркутинской, Павловской волостями Усманского уезда.

## История
Волость образована после реформы 1861 года.
Волостное управление на основании Общего положения о крестьянах 1861 года составляли:
Волостной сход;
Волостной старшина с волостным правлением;
Волостной крестьянский суд.
Волостные правления были ликвидированы постановлением Совнаркома РСФСР от 30 декабря 1917 года «Об органах местного самоуправления». Управление волости передавалось волостным съездам советов и волисполкомам.
Постановлением ВЦИК РСФСР от 4 января 1923 г. передана в состав Воронежской губернии.

## Населенные пункты

### Состав волости в конце XIX века
село:
- Сафоново (Гагарино, Симбирка);

деревни:
- Ржавец (2-е Гагарино),
- Средняя (3-е Гагарино),
- Киньшина,
- Ново-Петровская (Снежкова),
- Щигровка (Байшево).

Хутора в имениях:
- Придорогин — Матвея Александровича Придорогина,
- Недобежкин — Давида Никоноровича Недобежкина,
- Чиликин — Александра Федоровича Каширского,
- Дубовиков — Степана Ефимовича Дубовикова,
- Гагаринский — Матвея Александровича Придорогина,
- Демин — Михаила Федоровича Демина, ныне графа Орлова-Давыдова,
- Курган — Аполлинарии Григорьевны Никифоровой,
- Гнусов — наследники умершего Гнусова,
- Кусты — наследники умершего Гнусова,
- Чиликин — наследники умершего Гнусова,
- Гагарино — Лидии Владимировны Шидловской,
- Дубиков — Африкана Ефимовича Дубовикова.

Водяная мельница в имении Киньшинская Матвея Александровича Придорогина.

### Состав волости в 1914 г.
- с. Сафоново — 704 жителей. Земская школа.
- с. Среднее — 520 жителей. Церковно-приходская школа.
- д. Киньшино — 349 жителей. Земская школа.
- д. Ржавец — 627 жителей. Земская школа.
- д. Островка — 352 жителей. Церковно-приходская школа.
- д. Николаевка — 372 жителей. Земская школа.
- д. Щигровка — 193 жителей. Земская школа.
- д. Ново-Петровская — 770 жителей. Земская школа и Ново-Петровское кредитное товарищество.

## Население
В 1883 насчитывалось 2115 жителей.

## Церковные приходы
- Сафоново. Церковь Покрова Пресвятой Богородицы. Каменная церковь построена в 1848 г. «тщанием князя Владимира Ивановича Гагарина». В 1876 году приход насчитывал 1851 человек[6]. В 1911 году — «престолов два: главный — во имя Покрова Пресвятой Богородицы и придельный — св. Димитрия мироточиваго». Дворов насчитывалось 200, «душ мужского пола 760, женского 770, великороссы, земледельцы, имеют земли по 3 десятины на душу»[7] В приходе пять деревень.

- Среднее. Церковь Покрова Пресвятой Богородицы. Деревянная церковь построена в 1897 году стараниям прихожан. Приход открыт в 1899 году. Дворов 180, душ мужского пола 590, женского — 595. В приходе 4 деревни[6].